# Карел Крил
Карел Крил (на чешки: Karel Kryl) е чешки фолк музикант, поет и композитор. Един от най-изявените представители на чешката антикомунистическа протестна музика в периода 1963 – 1989 г. Много от неговите песни стават изключително популярни в Чехословакия и Полша, превръщайки се в символ на борбата против тоталитарната власт. Дори след промените през 1989 г. Карел Крил остава критично настроен към събитията и трансформацията на пост-тоталитарното чешкото общество, което изразява в редица интервюта и музикални произведения. Пише собствена музика и текстове. Репертоарът му включва както сатирични песни, така и такива на сериозна тематика, отразяващи обществените нагласи в тоталитарното и пост-тоталитарно общество. Творчеството му включва и редица поетични и меланхолични балади. Наричан е още „поетът с китара“ и „патриархът на чешката фолк музика“. След промените през 1989 г. е един от най-отявлените противници и критици на разделянето на Чехословакия.

## Биография
Карел Крил е роден на 4 декември 1944 г. в гр. Кромержиж, ул. Бжежинова 6. По това време Чехия и Моравия са протекторат на Германия.
Карел Крил произхожда от семейство на печатари. Още през 1909 г. неговият дядо, заедно с Фердинанд Скоти, основава печатница в град Нови Жичин под името „Крил и Скоти“.[1] През 1936 г. бащата на Карел Крил изкупува дела на сина на Фердинанд Скоти и поема самостоятелно управлението на предприятието. В този период печатницата е преименувана на „Печатница Карел Крил“. Майката на Карел Крил е Мари, родена Шебестова (1919–1989). Тя е от гр. Фридек. Карел Крил има сестра Мария Селнерова (*1943) и брат Ян Крил (*1947).
След като Германия окупира Судетите през 1938 г., семейството на Карел Крил намира убежище в гр. Кромержиж, където неговият дядо успява да възстанови печатницата. След преврата в Чехословакия през 1950 г. семейната печатница е закрита от комунистическата управа. Печатарските преси са унищожени и изхвърлени. Семейството е преместено да живее в мазето на една от разнебитените къщи на улица Павловски (сега Капитан Ярош 11), където през 1996 г. е поставена паметна плоча.
Първоначално Карел Крил мечтае да стане грънчар като своя прадядо. Затова в периода 1958–1962 г. учи в Средното училище по керамика в град Бехине. По-късно обаче решава да се посвети изцяло на музиката и поезията. Първата му авторска песен — Blind Girl — е записана от групата The Bluesmen през 1968 г., а изпълнението е на Хана Улрихова..
Първият му албум е издаден половин година след окупацията на Чехословакия. Твърди се, че популярната песен Bratříčku, závírej vratka („Затвори вратата, братко“) е създадена спонтанно, в нощта на 21 август 1968 г., като реакция на нахлуването на войските на Варшавския договор в Чехословакия.
Негови песни се излъчват по радиото още от 1966 г. Някои от тях са излъчвани и по програма Čtrnáct na huáčka – предаване на модератора и музикален критик Иржи Черни и съпругата му Мирослава. Тогава песента Bratříčku, závírej vratka се класира на второ, а после и на първо място в музикалната класация на Чехословакия. По-късно, по време на т.нар. нормализация, тази песен е забранена, а самото музикално предаване е свалено от ефир.
Карел Крил напуска Чехословакия на 9 септември 1969 г. Формалният повод е участието му в музикален фестивал, организиран в западногерманския замък Валдек. Две седмици след пристигането си в Германия той подава молба за политическо убежище и остава там през следващите двадесет години.
Както за много други чехословашки интелектуалци, животът в изгнание се оказва труден и за Крил – той се чувства самотен и изгубен в непозната културна и езикова среда. За негово щастие обаче среща хора, които му помагат да се адаптира. В едно от писмата до родителите си той пише:
„…Не се притеснявайте, няма да се изгубя в света. И преди всичко, бъдете спокойни, нищо не се случва. Хлябът тук е същият като у дома, хората са добри и лоши като у дома. Надявам се, че Чехословакия няма да ми липсва твърде много…“
До 1989 г. неговите песни се издават само в чужбина и се излъчват по радио Свободна Европа. В Чехословакия те се разпространяват нелегално, копирани на магнетофонна лента. Много от тях са изключително популярни в Чехословакия и Полша.
През 1973 г. Карел Крил се жени за първата си съпруга — Ева Седларжова. Тя е дъщеря на Душан и Власта Седларжови. Душан Седларж е бил директор на зоологическата градина в град Усти над Лабем в периода 1959–1968 г., а съпругата му Власта е работила в същата зоологическа градина като инспектор и специалист по репродуктивните въпроси. Семейство Седларжови също напускат Чехословакия през 1968 г. и са емигранти.  След близо две години съвместен живот бракът на Карел Крил и Ева Седларжова завършва с развод. В книгата си Половин метър (Půlkacíř) Крил споделя откровено за преживяното:
„Това не беше обикновена любовна връзка, а състояние на душата. Ангажимент и решение да остарееш с някого. Ето защо това беше толкова болезнено за мен. Не се получи. На душата ми е останал белег, който няма да заздравее. Жена ми Ева намери друга връзка, разведохме се.“
От 1976 г. до смъртта си Карел Крил живее с Марлене Бронсерт-Крил, за която се жени през февруари 1991 г.  Двамата прекарват живота си последователно в Прага и в Мюнхен. След смъртта му Марлене Бронсерт-Крил остава носител на авторските права върху творчеството му.
Крил е дългогодишен сътрудник на радио „Свободна Европа“, най-напред като външен, а от 1983 г. – като постоянен сътрудник. Участва в редица спортни и музикални програми на радиото. Пише стихове, песни и книги.
Карел Крил никога не предприема стъпки за получаване на немско гражданство, тъй като не иска да загуби чехословашкото си гражданство.  Той се завръща в Чехословакия на 30 ноември 1989 г. по повод погребението на майка си, починала на 24 ноември същата година.  Тъй като, за разлика от много други чехословашки изгнаници и емигранти, Крил никога не се е отказвал от гражданството си, реакцията на чехословашките митнически власти при завръщането му е била непредсказуема. Затова той търси съдействие от своя приятел, абат Ян Анастаз Опаск, който с помощта на баварското правителство му осигурява т.нар. „хуманитарна виза“.  Макар и поводът да е тъжен, Крил по-късно описва едноседмичния си престой в родината като „най-добрата седмица в живота му“. По време на тази визита той участва и в публични изяви на масовите протести, организирани от Гражданския форум на Вацлавския площад в Прага.
След краткия ентусиазъм от т.нар. „нежна революция“, в началото на 1990 г. Карел Крил записва критичната песен Velvet Spring, включена в албума Liquid Sands. През 1991 г. създава песента Od Čadce k Dunaju („От Чадча до Дунав“) — една от малкото, в които открито се критикува процесът на разделяне на Чехословакия.
По-късно Крил продължава с критиката си към посоката в която поема развитието на страната, което той описва като „постапокалиптично“. Това отношение е особено видимо в поемата Тимур (юни 1990 г.), както и в песните Kádrují mě („Поставят ме в рамка“) от 1988 и 1990 г., Democracy („Демокрация“) от май 1993 г. и други.
През 1993 г. Карел Крил дава обширно интервю на Милош Чермак, което е публикувано в книгата Půlkacíř („Наполовина еретик“). Самият израз Půlkacíř е използван от Крил в поемата Jde jaro do léta („От пролетта до лятото“), като своеобразно определение за личната му позиция — лутаща се между вярата и съмнението, между принадлежността и отчуждението.
От интервюто става ясно, че Крил е дълбоко разочарован от социалната ситуация, политическото представителство и общата посока на развитие в следкомунистическа Чехословакия. Именно това разочарование го подтиква към решението повече да не участва активно в политическия живот на страната.
Карел Крил умира от инфаркт на 3 март 1994 г. в Мюнхен на 49-годишна възраст. Това се случва два дни след завръщането му от Прага. В документалния филм Příbéhy slavných („Историите на знаменитостите“), излъчен по Чешката телевизия, по погрешка е посочен гр. Пасау като място на смъртта му.
След смъртта на Карел Крил в манастирската църква „Св. Маркета“ в Прага е отслужена тържествена заупокойна литургия. Церемонията е водена от неговия дългогодишен приятел — архиабата на бенедиктинския манастир в Бржевнов,  Ян Анастаз Опасек. На службата присъства множество хора, като само малка част от тях успяват да влязат в църквата; пред манастира се събират около четири хиляди души.  
Въпреки широката обществена подкрепа и емоционалното значение на събитието, представители на политическия елит отсъстват, включително и тогавашният президент Вацлав Хавел.  Иван Мартин Жирус, мениджър на групата  The Plastic People of the Universe, коментира това с възмущение: „Ядосах се, че Вацлав Хавел дори не беше на погребението му.“
Карел Крил е погребан в Бржевновското гробище, до църквата „Св. Маркета“ в Прага.
В чест на приноса му към чешката култура и демократичното движение, през 2014 г. на фасадата на родната му къща е поставена паметна плоча.
През 2019 г. в архивите на Норвежката телевизия е открит запис на дълго забравен рецитал на Карел Крил от 1969 г., който предизвиква незабавен интерес от страна на Чешката телевизия за неговото излъчване .

## Признание
- На 17 януари 1989 г. в Лос Анджелис Карел Крил получава наградата „Яна Захрадничка“ (Jana Zahradníčka) за чешка поезия от Клуба на чехословашката култура.
- На 18 април 1991 г. в гр. Прага получава наградата на Record Board за албума Bratříčku, závírej vratka.
- На 29 май 1991 г. получава наградата на „Млада фронта“.
- На 6 юли 1991 г. получава наградата „Златното пристанище“ в гр. Пилзен.
- На 19 февруари 1992 г. получава наградата на библиотекарите за книгата на Карел Крил.
- През 1990 и 1991 г. получава златни плочи за албумите Rakovina и Bratříčka, záříj vrataka, като от двата албума са продадени над четвърт милион копия.
- Карел Крил е отличен посмъртно с няколко награди:
  - сребърен мемориален медал на Карловия университет за приноса му към духовното развитие и моралната подкрепа на нацията (1994);
  - наградата „Франтишек Кригел“ (1995) и чешката награда „Грами“ (Зала на Слава – 1995);
  - почетният медал на T. Г. Масарик, награда, присъдена му от демократичното движение на Масарик;
  - на 28 октомври 1995 г. президентът Вацлав Хавел го удостоява с Медал за заслуги II степен in memoriam;
  - на 28 октомври 2014 г. чешкият президент Милош Земан го награждава с орден „Томаш Гаригуа Масарик“ 1-ва степен;

- На 3 юни 1995 г. е открита паметна плоча в гр. Нови Жичин.
- На 12 април 1996 г. е открит негов бюст в гр. Кромержиж.
- На 24 април 1999 г. на сградата на училището по керамика в Бехине, чийто възпитаник е Крил, е открит бюст с паметна плоча.
- На 17 ноември 2004 г. в гр. Жихлава в Дома на културата е открита бронзова възпоменателна плоча.
- За него има поставени възпоменателни плочи и в градовете: Теплице, Оломоуц и Жилина (Словакия).
- Улици в редица градове носят неговото име – в Прага, Бърно[26], Варнсдорф, Пршибрам, Нови Жичин и Зеленч.
- На 12 април 2014 г. на фасадата на родната му къща в Кромержиж е поставена възпоменателна плоча.
- На 25 септември 2014 г. е открита постоянната изложба за Крил в Общинската пивоварна в гр. Кромержиж.[27]
- На 27 юни 2018 г. пред сградата на Чешкото радио в гр. Острава е поставена статуята на Карел Крил направена от Дейвид Можещик.[28]

## Дискография
- Bratříčku, zavírej vrátka (1969, LP, Panton, Československá socialistická republika|ČSSR)
  - (1971, LP, Caston, SRN, live) (1980, LP, 1984, MC, Šafrán 78, Швеция, на живо) (1990, LP, 1991, MC a CD, Panton, ČSFR) (1995, CD, MC Bonton, ČR) (2002, CD, Bonton, ČR) (2006, originál + live, Supraphon, ČR)
- Rakovina (album) (1969, LP, Primaphon, SRN)
  - (1970, LP, Caston, SRN) (1980, LP, 1984, MC, Šafrán 78, Швеция) (1990, LP, CD, 1991 MC, Bonton, ČR) (2003, CD, Bonton, ČR)
- Maškary (album) (1970, LP, Caston, SRN)
  - (1980, LP, Šafrán 78, Швеция) (1991, LP, MC, CD, Bonton, ČSFR) (2004, CD, Bonton, ČR)
- Carmina Resurrectionis (1974, EP, Caston, SRN)
  - (1990, EP, Bonton, ČSFR)
- Dívka havířka / Azbuk (1978, SP, '68 Publishers]], Канада)
  - (1996, CD, MC Jedůfky, Bonton, ČR)
- Karavana mraků (1979, LP, 1984, MC, Šafrán 78, Швеция)
  - (1994, CD, MC, Bonton, ČR) (2007, CD, Supraphon, bonusy, ČR)
- Plaváček (album) (1983, LP, 1984, MC, Šafrán 78, Швеция)
  - (1995, CD, MC, Bonton, ČR) (2008, CD, Supraphon, bonusy, ČR)
- Ocelárna (album) (1984, EP, Iron Curtain Records, Австралия)
  - (1994, CD, MC, Monitor, ČR) (2004, CD, Levné knihy, ČR) (2006, CD, And The End Record, ČR)
- Omezená suverenita / Jedůfka (1986, SP, '68 Publishers, Канада)
  - (1996, CD, MC Jedůfky, Bonton, ČR)
- Nachtasyl 31.10.1987 (1988, VHS, Video Skalak, Австрия)
- Karel Kryl in Boston ’88 I., II. (1988, MC, Czechoslovak Documentation Center, USA) live
- Dopisy (Karel Kryl) (1988, MC, Rhea Publishing co., Австралия)
  - (1992, LP, MC, CD, Best I.A., ČR) (1997, CD, MC, Happy Music, ČR) (2001, CD, AS Happy, ČR) (2006, CD, And The End Record, ČR)
- Tekuté písky (1990, LP, MC, CD, Bonton, ČSFR)
- Filmový portrét (1991, VHS, Bonton, ČSFR)
  - (2011, DVD, Supraphon, ČR) част от DVD Концерти 1989/1990
- Dvě půle lunety aneb rebelant o lásce (1992, H&H, ČSFR) поезия
- Monology (album) (1992 LP, CD, MC Janez, ČSFR)
  - (1996, CD, MC, Bonton, ČR)
- PF 93 (Karel Kryl) (1992, MC, Klub Karla Kryla, ČR) компилация
- To nejlepší (199, CD, MC, Bonton, ČR) компилация
- Kdo jsem? (1993, VHS, Intersonic, SR)
  - (2004, DVD, Dikrama, SR)
- Krylogie 19. 4. a 24. 5. 1993 (1994, VHS, Klub Karla Kryla, ČR) на живо в зала Редута в гр. Прага
- Australské momentky (1995, CD, MC, Monitor, ČR)
  - (2004, CD, Levné knihy, ČR) (2006, CD, And The End Record, ČR) компилация
- Děkuji (album) (1995, CD, MC, Bonton, ČR) компилация
- Jedůfky (1996, CD, MC, Bonton, ČR) компилация
- Krylogie – Reduta (9. 6. 1993 a 24. 5. 1993) (1996, VHS, Klub Karla Kryla, ČR) на живо в зала Редута в гр. Прага
- To nejlepší 2 (1998, CD, MC, Bonton, ČR) компилация
- Karel Kryl śpiewa we Wrocławiu... (2004, CD, Stowarzyszenie Festiwal Wyszehradzki, Polsko) на живо
- Šuplíky (Karel Kryl) (2005, CD, Supraphon, ČR) компилация
- LIVE! (Karel Kryl) (2006, 2CD, Supraphon, ČR) на живо
- Koncert z Melbourne (2006, 2CD, And The End Record, ČR) на живо
- Koncert ze Sydney (2006, 2CD, And The End Record, ČR) на живо
- Miláčku (2007, CD, Supraphon, ČR) компилация
- Akordy (2008, CD, Supraphon, ČR) компилация
- Živě v Československu (2009, CD, Supraphon, ČR) на живо
- Ostrava 1967 – 1969 (2009, CD, Supraphon, ČR) компилация от записи на радио Острава
- Zas padá listí... (2010, CD, Supraphon, ČR) поезия
- Koncerty 1989/1990 (2011, DVD, Supraphon, ČR) избрано от архива на Чехословашката телевизия
- Karel Kryl v Poděbradech (2011, CD, Levné knihy, ČR) Poděbradské dny poezie 2.6.1990
- Koncert 1989 (2012, CD, EMI Music, ČR)
- Solidarita (album) (2014, 2CD, Supraphon, ČR) на живо 1982
- През 2014 излиза и двуделен албум CD + DVD Karel Kryl 70.

## Филми с участието на Карел Крил
- SKOPAN. III. setkání u Charlieho. Paříž: Club Culturel Prod., 1985. Запис от концерт на певци в изгнание: K. Kryl, S. Karásek, Ch. Soukup ad..
- SKALICKÝ, Miroslav. Karel Kryl – Nachtasyl 31. 10. 1987. Виена: Skalák, 1988. Запис от концерта на Карел Крил във Виена.
- SPEVÁK, František. Karel Kryl – Filmový portrét. Praha: Bonton, 1991. Документален запис от радио Свободна Европа, Бечин, Нови Ячин, Усти над Лабе и др.
- RAPOŠ, Dušan. Karel Kryl – Kdo jsem?. Bratislava: Intersonic, 1993. Филмът е заснет в замъка Чахтиц (Словакия).
- KLIMT, Vojtěch. Krylogie 19. 4. a 24. 5. 1993. Praha: Klub Karla Kryla, 1994. Концерт на Карел Крил в зала Редута гр. Прага. Kамера: Vojtěch Klimt, Kateřina Herzlová. KLIMT, Vojtěch. Krylogie – Reduta (9. 6. 1993 a 24. 5. 1993). Praha: Klub Karla Kryla, 1996. Концерт на Карел Крил в зала Редута гр. Прага. Kамера: Vojtěch Klimt, Kateřina Herzlová.
- ZÁBRANSKÝ, Miloš. Občan Karel Kryl. Praha: Česká televize, 1999. Документален филм за Карел Крил.
- KRAUZE, Krystyna. Bratříček Karel. Praha: ArtCam, 2016. Полско-чески документален филм за Карел Крил. Премиерата в Чехия е на 17. 11. 2016